# Puente de las Tres Fuentes
El puente de las Tres Fuentes es un viaducto situado en Almonaster la Real (Huelva, España), próximo a las aldeas de Gil Márquez y Las Veredas. Este puente fue diseñado por discípulos del conocido ingeniero francés Gustave Eiffel. Se encuentra situado en el punto kilómetro 100,3 de la línea férrea Zafra-Huelva.

## Historia
Esta obra de ingeniería pertenece a la línea del ferrocarril Huelva-Zafra y salva el valle en el que se encuentra el pequeño arroyo la Lisa. El puente une dos túneles, uno situado bajo el cerro de Las Tres Fuentes y otro bajo El Mosquito. El viaducto fue construido originalmente con hierro. Se puede llegar hasta la base del puente por un camino paralelo al arroyo. Al igual que otros viaductos de la línea, entre 1954 y 1956 fue recubierto de hormigón.

## Puente sobre el Barranco del Fresno
Cercano a Las Tres Fuentes se encuentra otro puente, conocido como Puente sobre el Barranco del Fresno, también perteneciente a la línea Huelva-Zafra y al municipio de Almonaster. Este viaducto se halla a un kilómetro del puente de Las Tres Fuentes, muy cerca de la aldea almonastereña de Las Veredas.
Existe otro puente a un kilómetro, también en Almonaster la Real.

## Alrededores
- Gil Márquez
- Las Veredas
- Balneario de El Manzano
- Barranco del Moro
- Arroyo la Lisa